# Pantxala
Pantxala (sànscrit: पांचाल) fou un antic regne de l'Índia centre de Madhya Desa (País del Mig) dividit en Pantxala del Nord amb capital a Ahichhattra o Adikshetra (a Bareilly); i Pantxala del Sud, amb capital a Kampil (a Farrukhabad) sent la frontera entre ambdós el Ganges. Els dos Pantxales anaven entre el Himalàia i el Chambal.
Pantxala estava regida per la confederació dels Pantxales, segurament formada per cinc clans: Krivis, Turvashes, Keshins, Srinjayas i Somakas, cadascun associat amb un príncep esmentat als texts vèdics: Krivis amb Kravya Pantxala; Turvashes amb Sona Satrasaha; Keshins amb Keshin Dalavya; Srinjayas amb Sahadeva Sarnjaya; i Somakes amb Somaka Sahadevya. El rei Drupada, la filla del qual Draupadi es va casar amb un dels pandaves, era del clan Somaka. Els puranes i el Mahabharata consideren al clan dirigen de Pantxala del Nord com una branca del clan Bharata, sent els reis principals Divodasa, Sudas, Srinjaya, Somaka i Drupada (o Yajnasena). Originalment una confederació monàrquica, vers el 500 aC van evolucionar cap a una república. El text budista Anguttara Nikaya esmenta Pantxala com un dels 16 mahajanapades del segle vi aC. Al segle iv aC Arthashastra esmenta als Pantxales com seguidors del sistema Rajashabdopajivin (rei cònsol). Pantxala fou annexionat a l'imperi maurya de Magadha per Mahapadma Nanda. La secció del purana Yuga informa que Pantxala fou envaïda i ocupada pel rei grecobactrià (yavana) Dhamamita (Demetri I de Bactriana) en el regnat de Brihadratha però va abandonbar la regió al cap de poc per anar a combatre a Bactriana probablement contra Eucràtides I de Bactriana (vers 170 aC).
Després del domini maurya hi va haver reis independents com testimonien les monedes rodones de coure, amb centre a Ahichatra. Els noms reials que apareixen a les monedes són Vangapala, Yajnapala, Damagupta, Rudragupta, Jayagupta, Suryamitra, Phalgunimitra, Bhanumitra, Bhumimitra, Dhruvamitra, Agnimitra, Indramitra, Vishnumitra, Jayamitra, Prajapatimitra, Varunamitra, Anamitra, Bhadraghosha i Yugasena (a l'altre costat de la imatge del rei hi havia deïtats excepte a les de Varunamitra, Yugasena i Anamitra. Shaunakayaniputra Vangapala, rei d'Ahichatra, al que Vaidehiputra Ashadhasena esmenta com el seu avi en una inscripció a Pabhosa, seria el rei Vangapala de les monedes. El nom de Damagupta es troba també en una argila. Probablement el darrer rei independent d'Ahichatra fou Achyuta, derrotat per Samudragupta, quan Pantxala fou annexionada a l'imperi gupta; les monedes d'Achyuta trobades a Ahichatra porten una roda de 8 radis al revers i la llegenda Achyu a l'anvers. Pantxala del Nord sembla durant aquestos sobirans un regne important per les moltes monedes trobades; s'ha volgut identificar els reis de les monedes com a reis sungues (que segons els puranes van regnar després del mauryes), però no obstant només un nom de rei, Agni Mitra, es troba als puranes i a les monedes, i la resta en general porten el cognom Mitra (Amic).
Al segle vi el geògraf Varaha Mitra esmenta al poble dels Pantxales que serien descendents dels habitants de Pantxala.